# Costums de l'antiga Grècia
Els costums de l'antiga Grècia són les rutines diàries dels habitants, les ciutats, els oficis, l'economia, les seues necessitats i els seus beneficis.

## Organització de l'estat
Després de la desaparició de la civilització micènica els grecs van formar petites comunitats, que van evolucionar durant el segle VIII ae, i es van convertir en ciutats. Aquestes ciutats es van conèixer amb el nom de "ciutats estat" o polis.
A diferència de les ciutats dels grans imperis (Mesopotàmia, Egipte, Pèrsia…), que estaven organitzades al voltant del palau reial i del temple, el centre de la polis el constituïa l'àgora, un espai obert on els ciutadans acudien per comerciar i intercanviar idees. En l'àgora té lloc la vida política de la polis, i hi sorgeix també la filosofia grega.
L'aspecte orogràfic de Grècia va fer que les polis se situaren en gran part en territoris costaners de difícil accés i en valls envoltades de muntanyes.
Les polis es van constituir com una unitat política, social i econòmica de Grècia, però si bé compartien llengua, religió comuna, llaços culturals i identitat ètnica i intel·lectual, que exhibien amb orgull, els habitants d'aquestes ciutats no van poder fundar un estat unificat. Hi havia una gran rivalitat entre les diferents polis; consideraven que la reduïda grandària de cadascuna era el més idoni per a practicar una adequada política i economia.

## Religió

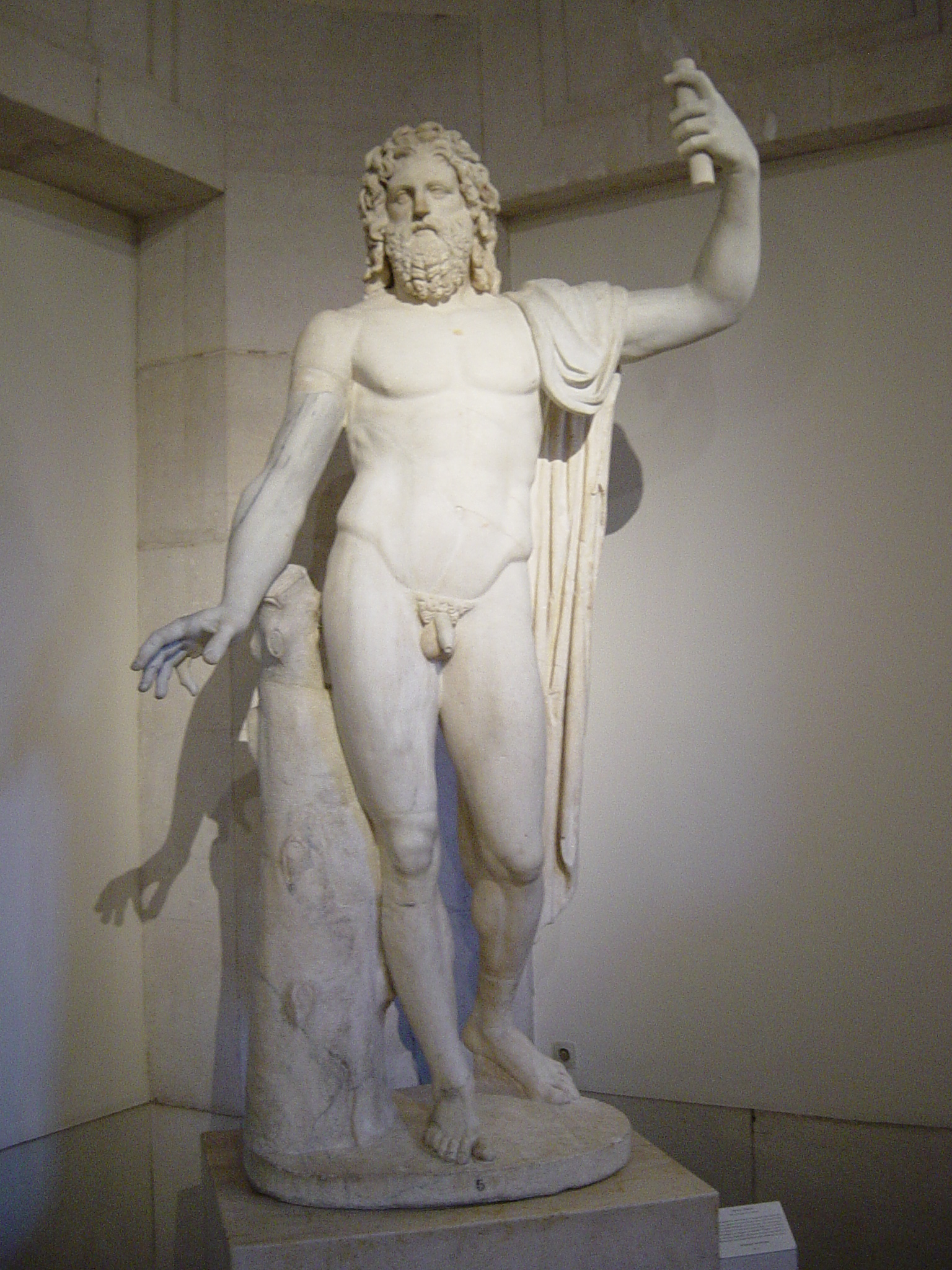
Estàtua de Zeus (Museu del Prado)

Els grecs creien en un panteó de déus i dees que estaven associats amb els aspectes específics de la vida. Per exemple, Afrodita era la dea de l'amor, mentre Ares era el déu de la guerra i Hades el dels morts. Algunes deïtats com Apol·lo i Dionís revelaven personalitats complexes i barreja de funcions, mentre que uns altres com Hèstia (literalment ‘llar’, ‘xemeneia’) i Hèlios (literalment ‘sol') eren poc més que personificacions. Hi havia també deïtats específiques d'un lloc: déus dels rius, nimfes de fonts, coves i boscos. Els herois i heroïnes locals també solien ser venerats en les seues tombes pels habitants de les zones properes.
Molts éssers descrits en els mites grecs podrien ser considerats «déus» o «herois». Alguns només eren reconeguts en el folklore o adorats localment en certs llocs (per exemple, Trofoni) o durant festivals concrets (per exemple, Adonis). Els temples més importants tendien a estar dedicats a un nombre limitat de déus: els dotze olímpics, Hèracles, Asclepi i ocasionalment Hèlios. Aquests déus van ser el centre de grans cultes panhel·lènics. Era comú, però, que moltes regions i poblacions dediquessin els seus cultes a les nimfes, els déus menors i els herois locals. Moltes ciutats també honoraven els déus més coneguts amb ritus locals característics i els associaven estranys mites desconeguts en altres indrets.

## Família
Malgrat la modèstia en què vivien molts grecs, tenien una especial cura per la higiene personal.
Des del període arcaic, des d'infants aprenien a nadar i es banyaven en rius i a la mar. Durant l'època clàssica, les cases van començar a tenir lavabos i petites banyeres, fetes de fang, pedra o maons. Aquestes s'omplien amb aigua calenta i es buidaven a mà.
També van sorgir-hi els banys públics, llocs de trobada i discussió, només per a homes.
Les dones lliures duien llargues cabelleres (a diferència de les esclaves, que duien el cabell curt), a les quals els solien dedicar diverses cures al llarg del dia. També podia requerir diverses hores l'embelliment amb cosmètics i perfums.
Les dones lliures es maquillaven per diferenciar-se de les esclaves; solien prestar-li especial atenció a les ungles i es rasuraven el borrissol corporal.
La higiene corporal contrastava amb la brutícia i el desordre de les ciutats.

### Vestits
El vestit ordinari en l'antiga Grècia constava de dues peces:
- La inferior, el quitó, era una túnica, comunament sense mànigues, que arribava fins als genolls i se cenyia a la cintura.
- La superior, l'himatió, consistia en una espècie de mantell rectangular que es tirava sobre l'espatlla esquerra i es recollia pel costat oposat, deixant lliure de moviment el braç d'aquesta part; i quan s'anava de viatge o de guerra es canviava l'himatió per la clàmide, capa rectangular en tres costats i una mica circular en la part que envoltava el coll, més curta que el mantell i cordada amb fíbula sobre l'espatlla dreta.

### Alimentació

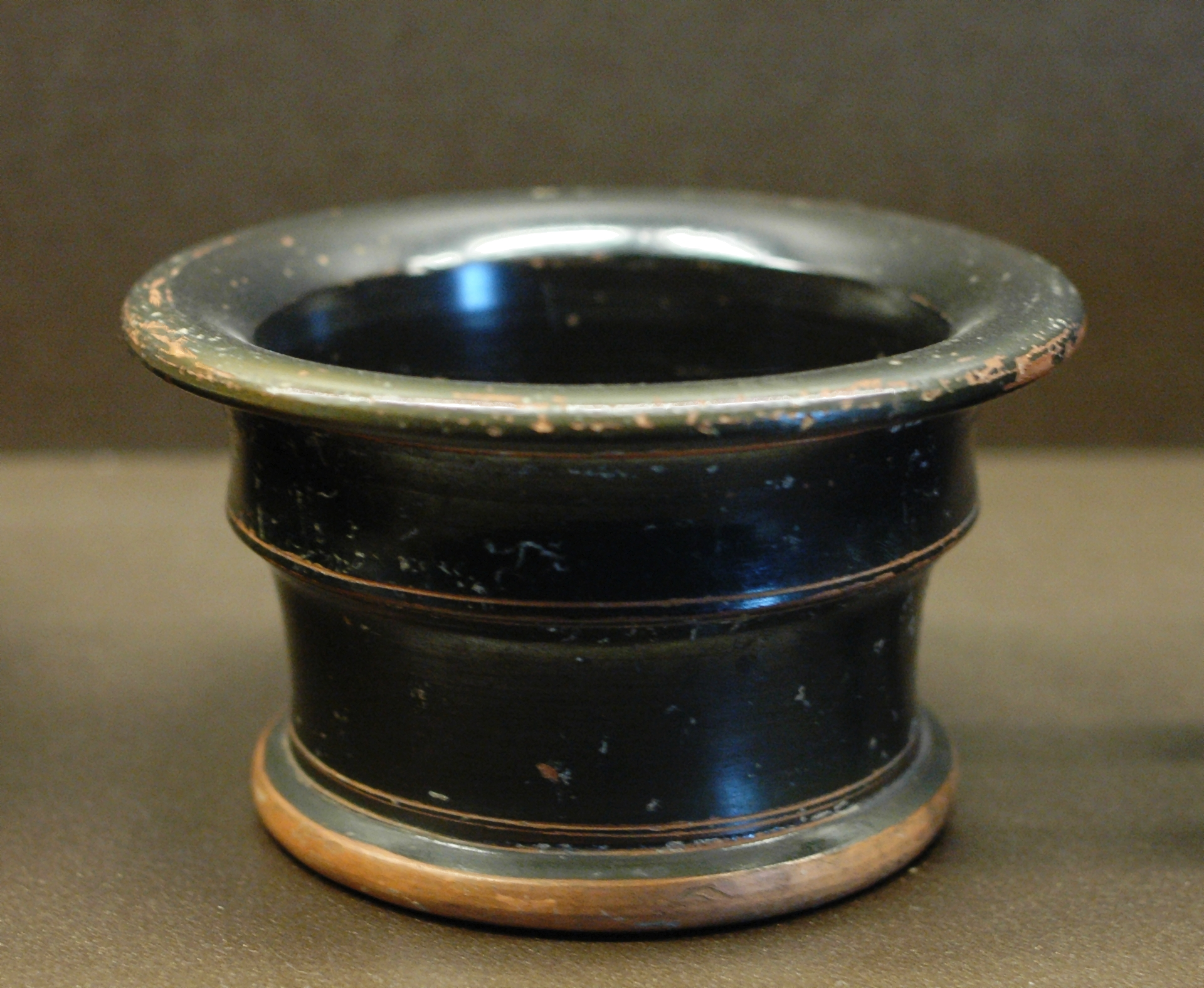
Saler de ceràmica amb vernís en negre, segle V ae, Museu del Louvre

Els antics grecs feien tres menjars al dia:
- un desdejuni (ἀκρατισμός, akratismós), compost de pa d'ordi mullat en vi pur (ἄκρατος, ákratos); a què eventualment s'agregaven figues;
- un esmorzar (ἄριστον, ariston) succint, que es prenia al migdia o al principi de la vesprada;
- un sopar (δεῖπνον, deĩpnon), l'àpat més important del dia, que tenia lloc generalment al principi de la nit.

Podia afegir-s'hi un berenar (ἑσπέρισμα, hespérisma), que se solia prendre al vespre.
Menjaven asseguts; l'ocupació de banquetes estava reservada als banquets (d'aquí el seu nom). Les coques de pa podien servir de plat, però són més corrents els recipients de terracota o metall. La vaixella es refina amb el temps i, per exemple, trobem plats de materials preciosos o de vidre al llarg de l'època romana. La forquilla hi és desconeguda; es menja amb els dits. S'ajudaven d'un ganivet per tallar la carn i d'una cullera semblant a les de hui per menjar sopes i brous.

## Economia
Els grecs eren principalment camperols dedicats a labors de producció agropecuàries. De fet, pot dir-se que corresponien a societats d'autoconsum; el comerç entre ciutats, però, era també molt important. Aquests contactes es van deure igualment als continus enfrontaments bèl·lics entre estats.
A Atenes una gran part de la població estava implicada en el comerç, ja fos ambulant o en un establiment.

## Medicina

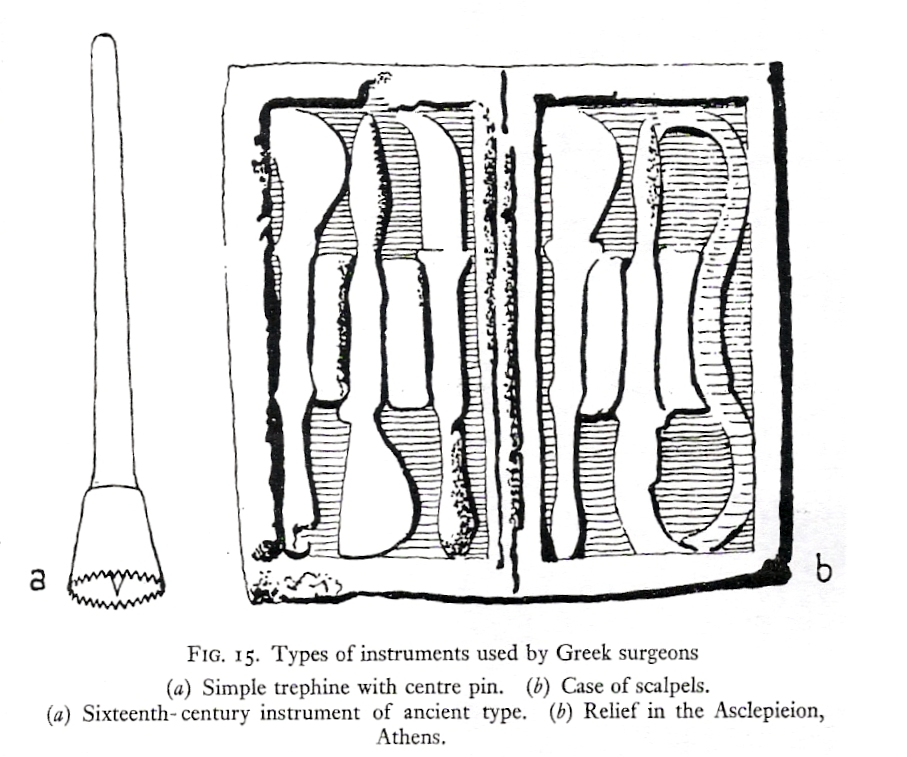
Eines quirúrgiques. La medicina hipocràtica en va fer un bon ús

Abans d'Hipòcrates, hi havia remeiers que treballaven en els santuaris i també metges laics que tractaven d'aplicar mètodes experimentals i eren classificats entre els demiourgoi, que eren professionals que treballaven per al poble amb capacitat per crear o transformar, i en el seu col·lectiu s'incloïen endevins, metges, fusters i aedos.
A partir d'Hipòcrates la medicina adquireix coneixements autònoms, i se separa completament de la religió.
Es descriu el cos humà com una associació de quatre humors: flegma (aigua), bilis groga (foc), bilis negra (terra), i sang (aire). La malaltia es desenvolupa per una pèrdua de l'equilibri d'aquests humors. El manteniment de la salut s'efectua amb la dieta i la higiene. Aquestes idees persisteixen durant l'edat mitjana i el Renaixement.

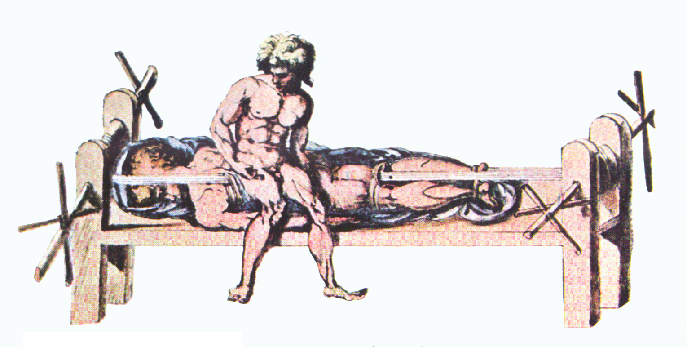
Dibuix d'un banc hipocràtic del període romà d'Orient

A partir de llavors ja es donava importància al diagnòstic basat tant en els símptomes com en l'historial dels pacients. Es van preparar receptaris que incloïen sedants, purgants, astringents i diürètics. Diversos instruments trobats prop dels santuaris d'Asclepi, el déu de la medicina, proven que s'hi emprava també la cirurgia.
El mètode hipocràtic era molt encertat en tractar malalties simples tals com fractures i luxacions òssies. El banc hipocràtic i altres dispositius van ser utilitzats per a aquest efecte.

## Exèrcit

### L'exèrcit espartà

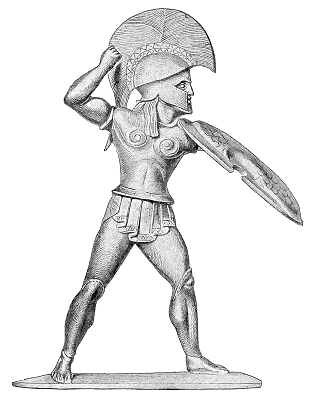
Il·lustració d'un hoplita

El poder terrestre d'Esparta es basava en primer lloc en un sistema educatiu des de la infància totalment orientat a la preparació per a la guerra (agogé).Dels 16 als 20 anys l'adolescent es convertia en irene de primer, segon, tercer o quart any. L'«irenat» corresponia a l'efebia àtica, amb la diferència que aquesta n'era més breu, dos anys tan sols.
Als 20 anys tot espartà s'incorporava a l'exèrcit actiu, però la seua formació militar no havia finalitzat. L'educació dels espartans es perllongava fins a l'edat madura.Dels 20 als 30 anys, aquests joves guerrers, encara que foren casats, seguien vivint amb els seus «camarades de tenda», i seguien menjant tots junts (sissítia). Encara no se'ls permetia l'accés a l'àgora, ni podien exercir els seus drets polítics. Per a ells la vida familiar no podia començar abans dels 30 anys, alterada a més pel costum d'aquests menjars en grup. Als 60 anys l'espartà quedava per fi alliberat del servei militar, i podia formar part del Senat (Gerusia). Però seguia passant molt temps als gimnasos vigilant els exercicis dels nens i les lluites dels irenes.
L'exèrcit espartà, manat per un dels dos reis que vigilaven sovint els èfors, estava compost únicament pels hoplites, ciutadans de ple dret o perioecis.
Aquesta infanteria pesant estava dividida en cinc regiments (habitis o mores), manats pels polemarcs, a l'ordre dels quals estaven els locagós, caps de batalló, els pentecontarca, comandants de companyia i els enomotarca, caps de secció.
Les diferents unitats maniobraven amb tal flexibilitat que van provocar l'admiració de l'atenés Xenofont, sobretot per passar de la formació de marxa en columna a la formació en línia: un moviment de conversió posava a l'instant totes les seccions a l'alçada de la secció de cap, que s'havia detingut; si en aquest moment hagués aparegut per darrere una tropa enemiga, cada fila hauria dut a terme una sàvia contramarxa perquè els millors soldats estiguessin sempre enfront de l'enemic en primera línia.
Els hoplites d'Esparta es distingien a cop d'ull dels d'altres ciutats pel color de la túnica i per la cabellera. Les seues túniques eren de color escarlata per, segons deien, «que la sang no s'hi notés», mentre que en l'exèrcit atenenc, per exemple, només el vestit dels oficials estava adornat amb franges porpres. Duien el cabell llarg, la qual cosa en l'Atenes de Pèricles estava desfasada.
Abans de la batalla es netejaven i cuidaven aquesta cabellera que, en general, devien portar prou descurada. Abans de la batalla de les Termòpiles un genet persa enviat per Xerxes com a observador al camp de Leònides I va aconseguir sorprendre els soldats espartans, «alguns dels quals, ens diu Heròdot, es dedicaven a realitzar exercicis, mentre que uns altres es pentinaven».
Esparta tenia plena confiança en els seus hoplites, decidits a morir abans que retrocedir. Tenia una cavalleria molt minsa.
En el camp la disciplina era molt estricta, i la menor falta es castigava a bastonades. Les faltes greus suposaven la mort o la degradació militar i la pèrdua dels drets cívics.
L'única feblesa d'Esparta des del punt de vista militar (que a la llarga va ser mortal) era la falta de soldats, l'oligantropia. Els seus hoplites eren admirables, però escassos. La casta dels iguals (homoioi), l'existència dels quals estava lligada a les propietats rurals (kleroi) conreades en el seu profit per les classes inferiors, era summament tancada i, per egoisme, limitava el nombre de fills, fins al punt que la pèrdua en les batalles la va reduir sense parar i va acabar per aniquilar-la.A Platea, en el 479 ae, hi havia 5.000 hoplites espartans (acompanyats per 5.000 hoplites periecs i per una multitud de 35.000 ilotes lleugerament armats); un segle després, a Leuctra en el 371 ae, hi havia ja tan sols 700 hoplites espartans. (Xenofont, Hel·lèniques, VI, 4, 15)
Malgrat el seu reduït nombre, però, els hoplites d'Esparta, a causa del seu perfecte entrenament i del seu sentit de l'honor i de la disciplina, van seguir sent els amos indiscutibles dels camps de batalla, fins al moment precís de la batalla de Leuctra, en què van ser vençuts per l'exèrcit tebà d'Epaminondes.

### L'exèrcit beoci
Els beocis sempre van tenir una de les millors cavalleries de Grècia. Els seus hoplites no portaven l'escut redó habitual, sinó un escut lleugerament eixamplat per tots dos costats.
Al segle IV ae, Gòrgides va crear el famós «batalló sagrat» de Tebes, una tropa d'elit de sols 300 soldats, però concebuda com una «unitat de xoc». Els hoplites d'aquest batalló eren parelles d'amants. A Tebes, quan un jove arribava a l'edat d'enrolar-se, era el seu erastés qui li regalava l'equip militar complet, la panòplia.
Epaminondes va aconseguir per fi dominar la tàctica dels lacedemonis, mitjançant un nou sistema de combat: l'atac en ordre oblic, i així és com va poder véncer els guerrers d'Esparta.

### L'exèrcit atenés
A Atenes, la infància i el començament de l'adolescència es desenvolupaven amb major llibertat i en condicions molt diferents a Esparta.
El jove atenenc s'exercitava amb regularitat en la palestra, sota la direcció del pedotriba, i la gimnàstica era una preparació normal per a l'ofici de les armes: la lluita, la cursa, el salt i el llançament del disc desenvolupaven la força física i l'elasticitat. Quant a la cinquena prova del pentatló, el llançament de javelina, es tractava d'un exercici purament militar.
Per als adults, que havien superat ja l'edat de l'efebia, la gimnàstica constituïa el millor mitjà de mantenir-se en forma i d'entrenar-se entre dues campanyes. Al segle V ae, la majoria dels atenesos de totes les edats prosseguien amb aquest entrenament que els mantenia preparats per suportar les fatigues militars.
A partir del segle IV ae, va haver-hi certa relaxació en la pràctica de l'esport. En aquesta època va ser precisament quan les ciutats gregues van tractar de confiar a soldats mercenaris la tasca de defensar-los, a canvi d'un sou, mentre que abans de la guerra del Pel·loponés, els exèrcits grecs estaven composts gairebé exclusivament per ciutadans.
Tot atenès havia de servir a la seva polis dels 18 als 60 anys. Dels 18 als 20, era efeb. En aquest moment realitzava l'aprenentatge militar.
Dels 20 als 50 anys, com a «hoplita del catàleg (llista de reclutament)» o com a genet, formava part de l'exèrcit actiu, una de les classes del qual (i de vegades totes) es mobilitzaven al començament de la campanya militar fora del país (èxodes).
Dels 50 als 60 anys passava a ser veterà, els presbytatoi, que amb els efebs i els metecs de qualsevol edat integraven una espècie d'exèrcit territorial encarregat de defensar les fronteres i les places fortes de l'Àtica.
En temps de pau el gruix de l'exèrcit sols era una milícia disponible, excepte els efebs, que durant dos anys estaven ocupats completament en els seus exercicis i, per aquesta raó, exempts de qualsevol deure polític o fins i tot de comparèixer davant la justícia. Eren ciutadans des del moment del seu ingrés en l'efebia, però no exercien els seus drets fins que no havien transcorregut aquests dos anys.
L'atenès passava, doncs, 42 anys de servei i cadascuna d'aquestes 42 etapes es designava amb el nom d'un heroi epònim. Els ciutadans que havien arribat als 60 anys quedaven alliberats de tota obligació militar i es convertien en diaiteta, àrbitres públics, una cosa semblant als «jutges de pau».
A l'inici de la Guerra del Pel·loponés, al 431 ae, Atenes tenia un exèrcit actiu de 13.000 hoplites i 1.000 genets, i un exèrcit territorial de 1.400 efebs, 2.500 veterans i 9.500 metecs, uns 27.400 soldats.
Malgrat una teoria d'origen alemany que ha prevalgut durant llarg temps, és cert que al segle V ae existia l'efebia. Els hoplites de Marató havien rebut segurament una formació militar. Només cal preguntar-se si a partir d'aquest moment tots els atenesos estaven obligats a passar per l'efebia, és a dir, si la classe humil, els tetes, que eren sobretot remers de la flota, n'estaven exempts. Aristòtil ens descriu amb detall la institució al segle IV ae, que potser no havia sofert canvis importants des de l'època de Pèricles.
Al començament de l'any àtic, a Hecatombeó, els joves atenesos de 18 anys s'inscrivien com a demota, és a dir, com a membres del demo de son pare. L'assemblea del demo comprovava la seva edat i decidia per votació si eren fills legítims i de condició lliure. Qualsevol impugnació suposava la seva remissió davant un tribunal de l'Heliea i el jove convicte d'impostura era venut immediatament per l'estat com a esclau.
Més tard la Bulé sotmetia els efebs a un nou examen. Les aptituds físiques dels joves, les valoraven, sens dubte, bé l'assemblea del demo, bé la Bulé en un consell de revisió, i fins i tot un tribunal en cas d'impugnació.

Al temple de la dea Aglauros, al nord de l'Acròpoli, els efebs prestaven més tard aquest jurament, amb la mà estesa sobre l'altar:
| « | No deshonoraré les armes sagrades que duc; no abandonaré el meu camarada de lluita; combatré per la defensa dels santuaris de l'estat, i transmetré a la posteritat no una pàtria empetitida, sinó més gran, més poderosa, en la mesura que puga i amb l'ajut de tots. Obeiré els magistrats, les lleis establertes i les que s'instituïsquen degudament; si algú intentara abolir-les, li ho impediré amb tota la meua força i amb l'ajut de tots. Honoraré el culte de mos pares. En prenc com a testimonis les deïtats: Aglauros, Hèstia, Eni, Eniali, Ares i Atenea, Areia, Zeus, Talo, Auxo, Hegemones, Hèracles, els límits de la pàtria, el blat, l'ordi, les vinyes, les oliveres i les figueres. | » |

Aquesta llista de divinitats, sobretot Aglauros, Talos, Auxos, i la inclusió dels límits i dels fruits de l'Àtica, tenien un caràcter arcaic molt evident: aquesta fórmula de jurament és segurament anterior al segle V ae.
Per dirigir els efebs, el poble triava un sofronista (censor) per tribu, d'una llista de tres noms triats pels pares dels efebs, i un cosmeta (director), cap de tot el cos efèbic. Ell nomenava també els instructors dels efebs (pedotribas) i els mestres especials que els ensenyaven a lluitar com hoplites (hoplomaquia), a tirar l'arc i llançar la javelina: en l'època d'Aristòtil s'hi havia afegit un instructor per maniobrar la catapulta, recentment inventada. El vestit distintiu dels efebs, la clàmide, sembla haver estat negra.
L'any de servei s'iniciava dos mesos després del començament de l'any civil, boedromion. Cosmeta i sofronista començaven per portar els efebs a visitar els santuaris de l'Àtica (que hauran de defensar); després acudeixen al Pireu, on estaven aquarterats, uns a Muniquia, uns altres a l'Acté.
El sofronista rebia diners pels efebs de la seua tribu (quatre òbols per cap i dia) i comprava el que calia per a l'alimentació de tots, perquè menjaven per tribus.
Potser es fes ja llavors la divisió entre infanteria i cavalleria, en aquesta escola d'efebia, però no és segur. El cosmeta havia de preocupar-se per convertir els efebs en bons genets i ensenyar-los a llançar la fletxa des del cavall.
D'aquesta manera transcorria el primer any, al final del qual se celebrava en el teatre una assemblea del poble, en què es passava revista als efebs en moviments d'ordre tancat. En aquest moment l'estat els donava un escut i una llança, feien marxes militars per l'Àtica i estaven aquarterats en les fortaleses.
Durant aquest segon any els efebs es comportaven com a peripoloi, això és, com a soldats patrullers al voltant de les fortaleses d'Elèuteres, de Filé i de Rhamnous.
A Rhamnous, unes inscripcions del segle IV ae permeten evocar la vida dels efebs i les seues relacions amb la població local. Els exercicis dels efebs requerien un elevat consum d'oli i els ciutadans de Rhamnous contribuïen amb els seus propis fons, amb una generositat que els suposava agraïment i honors (corones) atorgats pels efebs i els seus caps.
El petit teatre de Rhamnous tenia una animació especial gràcies a la presència dels efebs: asseguts en els llocs d'honor (de la proedria) els magistrats del demos i els oficials de la guàrdia participaven en els espectacles que s'hi celebraven, sobretot concursos de comèdies.

## Esport

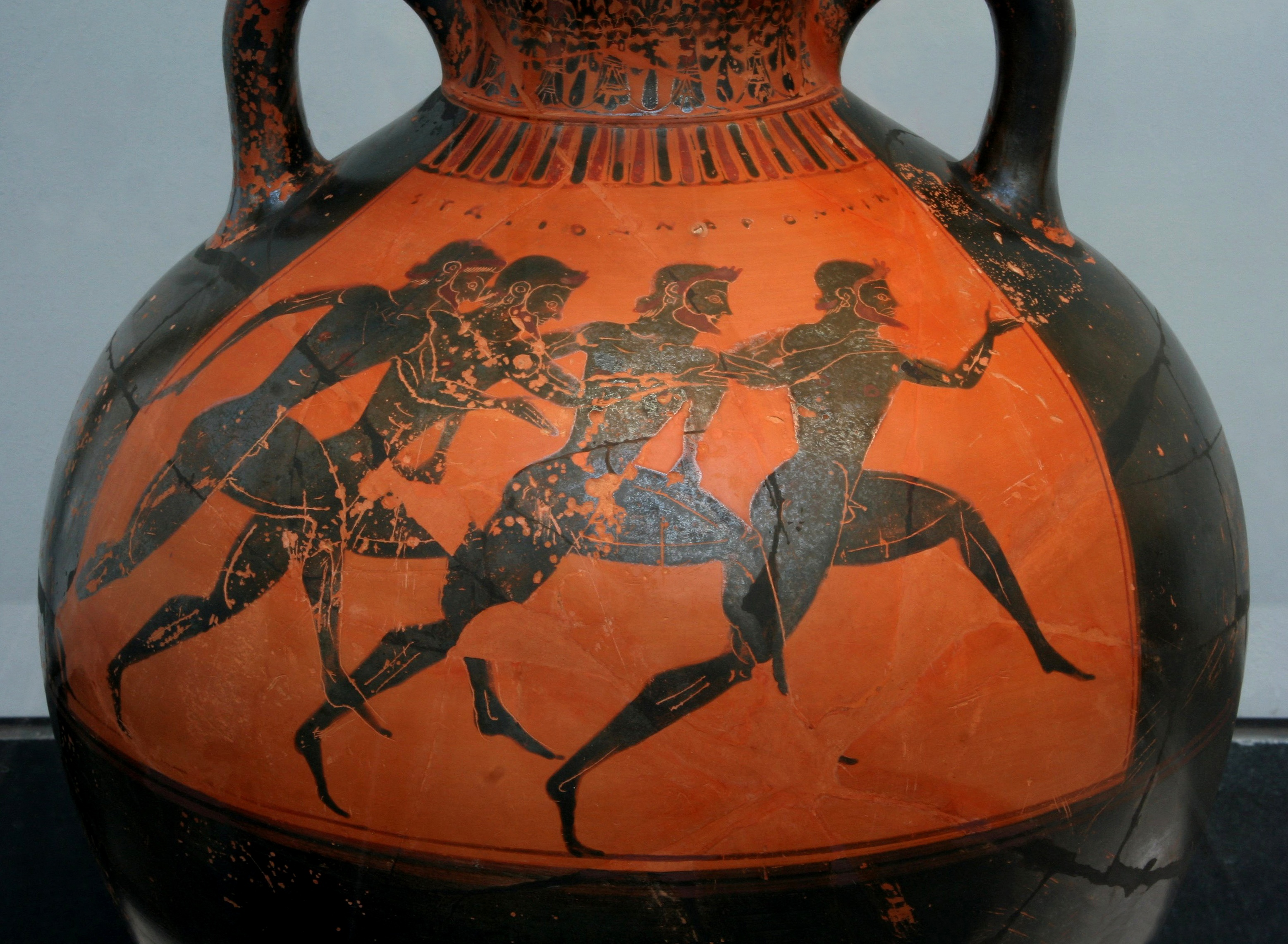
Atuell amb atletes grecs en una cursa

Des dels primers temps, els exercicis físics humans tenien com a finalitat la supervivència: es preparaven per caçar, pescar i defensar-se. Però en l'Antiga Grècia els exercicis físics van adquirir una major importància. Per als grecs, la bellesa i la força física perseguien un objectiu: l'educació harmònica i completa del cos i de l'esperit.
La principal manifestació esportiva de l'antiga Grècia van ser els Jocs Olímpics.
Els Jocs olímpics en l'antiguitat (anomenats així per celebrar-se a la ciutat d'Olímpia) van ser festes religioses, culturals i esportives celebrades en l'antiga Grècia (776 ae-392 de) en honor dels déus majors. Hi participaven els atletes, que havien de ser ciutadans, només homes, i s'entrenaven durant anys als gimnasos.
Hi ha moltes llegendes sobre l'origen dels antics Jocs Olímpics. Una n'associa els primers jocs amb el concepte de l'antiga Grècia de εκεχειρία (ekekheria) o treva olímpica. La data del seu començament serveix com a referència en el calendari hel·lènic i es considera l'any 776 ae, encara que, segons els acadèmics, se situen en un interval entre l'any 884 ae i el 704 ae.
Els jocs van ocupar un lloc molt important en la vida pública de les ciutats. Els organitzaven i presidien els magistrats que hi representaven l'estat. La vida pública quedava paralitzada durant les festes, ja que se suspenia tota activitat oficial: només s'hi resolien els assumptes d'extrema urgència. Exercien una gran influència en les relacions dels estats, s'hi acudia des dels llocs més remots i s'establien treves de caràcter sagrat.
Els jocs públics eren una ocasió d'acostament entre els estats grecs. Constituïen l'ànima de les relacions interhel·lèniques, ja que equivalien a veritables assemblees generals del poble grec. Progressivament, a més de les polis de la Grècia continental, va augmentar-hi la participació de les múltiples colònies gregues disseminades per les costes del Mediterrani. Olímpia es va convertir en una poderosa força, que va aglutinar, amb la idea d'un panhel·lenisme creixent, tots els emigrants grecs dispersos pel món hel·lènic. La participació oficial de les ciutats gregues en les ofrenes i sacrificis i la col·laboració dels particulars creava una sensació de germanor i sorgia el sentiment de la pertinença a una estructura sociopolítica superior a la polis. Paral·lelament l'esperit de competència, monopolitzat tradicionalment per la noblesa, es va estendre a la resta de la societat, que sense abandonar les seues arrels religioses, van infondre en l'esport característiques més democràtiques.

## Jocs quotidians

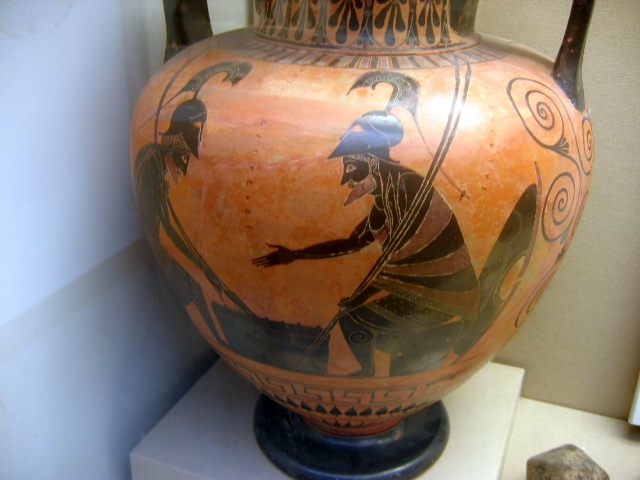
Aquil·les i Àjax jugant als daus. Museu Britànic, Londres

La informació que existeix en relació amb aquest tema s'ha obtingut fonamentalment de tres classes de fonts: representacions en ceràmica, joguets trobats en els santuaris (on eren ofrenats als déus en casar-se o arribar a la majoria d'edat) i joguets trobats en tombes de nens formant part del seu aixovar.
Entre els joguets dels nounats hi havia campanetes i biberons amb forma d'animals. Per als nens més majors hi havia baldufes, cèrcols, estels, rodets (usats com un jo-jo) i nines fetes amb terracota o fusta tallada entre les quals se n'han trobat fins i tot amb braços articulats. També hi havia jocs en grup com la mosca cega i el llançament de nous i ossets d'animals.
Un altre joc de grup molt popular era l'ephedrismos: sembla que consistia a tractar de colpejar amb un accessori un objecte clavat al sòl; el perdedor havia de portar sobre les espatlles al guanyador i havia de tractar d'arribar a una meta amb els ulls tapats pel company que estava sobre ell, i atenent a les instruccions verbals d'un tercer.
Els adults jugaven als daus i a la morra. També hi havia jocs de taula que es feien sobre tabletes i s'usava una espècie de boletes com a peons, però es desconeixen les regles d'aquests jocs.

## Costums atenesos

### Classes socials
A l'Atenes del segle V ae, la progressiva ampliació de la participació política no va arribar mai a totes les classes socials, que eren:

#### Els ciutadans
Eren els únics que podien posseir terres, i dedicar-se als assumptes de la polis. Per als grecs, la veritable ocupació del ciutadà era participar en la política de la ciutat.
No obstant això, també es distingien per les qualitats pròpies que tenien.

#### Els metecs
Eren els estrangers residents a Atenes. Eren lliures i podien participar en cerimònies cíviques i religioses. Detenien la major part del comerç marítim, la banca i la producció mercantil. Però mancaven de drets polítics i no podien tenir terra, tret que hi demanaren un permís.

#### Els esclaus
Estaven en l'últim esglaó de l'escala social, eren propietat d'altres persones, mancaven de llibertat. L'esclau no tenia dret sobre la seua persona i estava obligat a treballar contra la seua voluntat. Però el propietari no tenia sobre l'esclau dret de vida o mort.

### L'esclavisme
En l'Atenes de Pèricles la proporció esclaus-ciutadans lliures era potser de 3 a 2. En altres polis (Quios, Egina, Corint), probablement més. Aristòtil donava per descomptada la necessitat d'esclaus en abundància i Xenofont proposava com a proporció ideal 3 a 1. La qüestió important és que per primera vegada els esclaus van ser utilitzats de manera habitual en l'artesania, la indústria i l'agricultura en escala superior a la domèstica, pròpia d'una concepció menys utilitària i de més d'ostentació.
Al mateix temps que l'esclavitud es feia general, la naturalesa de l'esclavitud es feia absoluta: ja no consistia en una forma relativa de servitud entre moltes altres, al llarg d'un continu gradual, sinó en una condició extrema de pèrdua completa de llibertat, que es juxtaposava a una llibertat nova i sense traves. La llibertat i l'esclavitud hel·lèniques eren indivisibles: l'una n'era la condició estructural de l'altra, en un sistema diàdic que no va tenir precedent ni equivalent en les jerarquies socials dels imperis de l'Orient Pròxim, que no van conèixer ni la noció de ciutadania lliure ni la de propietat.

## Costums espartans

### Els ciutadans

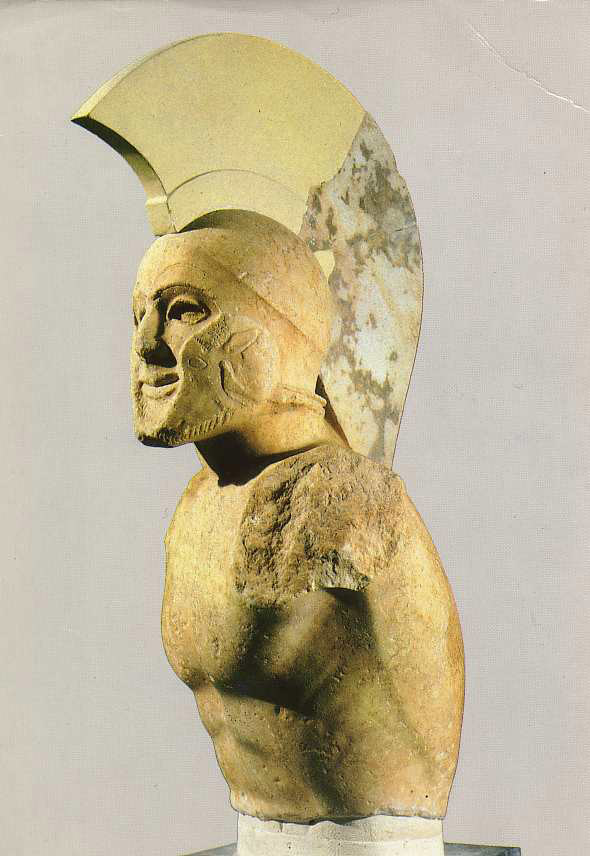
Bust d'un hoplita, potser Leònides I (Museu Arqueològic d'Esparta)

Els únics que posseïen drets polítics eren els espartans descendents dels conqueridors doris, anomenats astoi o “ciutadans” (terme més aristocràtic que el de “polités”, habitual en altres ciutats gregues). També se'ls coneixia com a “homoioi” («parells» o «iguals)». Rebien educació militar dels 7 als 17 anys i adquirien la majoria d'edat als 30, quan podien ser part de l'Assemblea de Ciutadans i havien de casar-se. Hi havia un cert nombre de ciutadans considerats covards en el combat, als quals els historiadors denominen amb el terme llatí de “tresantes” ('tremolosos'). Segons Heròdot, Xenofont, Plutarc i Tucídides, als “tremolosos” se'ls sotmetia a tota classe de menyspreus i vexacions: obligació de pagar l'impost de solteria, expulsió dels equips de pilota, dels cors, dels menjars en comú, etc. El seu estat de marginació era gairebé tan absolut com el dels ilotes, amb l'excepció que ells sí que podien accedir als llocs públics (sempre en l'últim lloc) i que els estava permès redimir la deshonra amb actes de valor en la guerra.
Un autèntic espartà havia de ser fill de pares espartans, haver rebut educació espartana, fer els àpats (sisitias) al costat dels altres ciutadans als menjadors públics i posseir una propietat suficient com per permetre-li sufragar les despeses de ciutadania.
El nom “Homoioi” ('iguals') és testimoniatge, segons Tucídides, del fet que a Esparta «s'ha instaurat la màxima igualtat entre l'estil de vida dels acomodats i el de la massa» (I, 6, 4): tots porten una vida en comú i austera.

### Elsperioecis
Els periecs eren descendents dels membres de les comunitats camperoles que no van oposar resistència als invasors doris i, per tant, no van ser sotmesos per força. Els periecs podien viure en llibertat a les seues terres, però mancaven de drets polítics. S'ocupaven de les activitats artesanals i comercials. Havien de pagar a l'estat alts tributs i podien ser obligats a incorporar-se a l'exèrcit.

### Els ilotes
Els ilotes eren descendents dels membres de les comunitats camperoles que van oposar resistència als invasors doris. Estaven obligats a servir als ciutadans; l'estat els distribuïa entre els iguals perquè treballaren les seues terres. Els ciutadans es quedaven amb quasi tota la collita, i només una petita part els corresponia als ilotes. No tenien drets ni protecció de les lleis. No eren esclaus sinó serfs públics i, com que pertanyien a l'estat, no podien ser comprats ni venuts.

### L'educació espartana
L'educació espartana (“agogé”), sistema educatiu introduït a partir de Licurg, es caracteritza per ser obligatòria, col·lectiva, pública i destinada en principi als fills dels ciutadans, encara que sembla que a vegades s'hi va haver d'admetre ilotes o periecs, i els fills d'un atenés com Xenofont es van educar a Esparta. L'educació espartana s'enfocava principalment a la guerra i l'honor, fins a tal punt que les mares espartanes deien als seus fills en partir cap a la guerra: "torna amb l'escut o mor damunt d'ell", en referència al fet que mantingueren l'honor i no es rendiren mai, encara que amb això perderen la vida.
Esparta practicava una rígida eugenèsia. Només nàixer, el nen espartà era examinat per una comissió d'ancians al "Lesjé" (“pòrtic”), per determinar si era bell i ben format. En cas contrari se li considerava una boca inútil i una càrrega per a la ciutat. En conseqüència, se'l conduïa a l'"Apótetas" (lloc d'abandó), al peu de la muntanya Taíget, on el llançaven a un barranc. De ser aprovat, li assignaven un dels 9.000 lots de terra disponibles per als ciutadans i el confiaven a la seua família perquè el criara, sempre amb la intenció d'endurir-lo i preparar-lo per a la futura vida de soldat.
Als set anys (o als cinc, segons Plutarc) s'arrencava als nens del seu entorn familiar i passaven a viure en grup, sota el control d'un magistrat especial, en condicions paramilitars. A partir de llavors, i fins als vint anys, l'educació es caracteritzava per una extrema duresa, encaminada a crear soldats obedients, eficaços i dirigits al bé de la ciutat, més que no al seu propi benestar o a la glòria personal (aquesta última, l'ideal dels temps homèrics). Els xics havien d'anar descalços, només se'ls proporcionava una túnica a l'any i cap mantell i, sotmesos a una subalimentació crònica, se'ls forçava a buscar-se la seua pròpia manutenció mitjançant el robatori. Les disciplines acadèmiques se centraven en els exercicis físics i l'atletisme (els espartans van sobresortir regularment en els Jocs Olímpics), la música, la dansa i els rudiments de la lectura i escriptura.
Respecte a l'educació de les xiquetes, s'encaminava a crear mares fortes i sanes, aptes per a engendrar fills vigorosos. Per això, s'insistia igualment en l'educació física, així com en la repressió sistemàtica dels sentiments personals en honor del bé de la ciutat.

## L'habitatge

### Ciutat grega
La ciutat estat grega, la polis, tenia un plànol ortogonal, més regular com més organitzada estigués la ciutat. Tenien edificis i llocs públics on es reunia el poble, i on es va organitzar la democràcia i va sorgir la filosofia. Aquests llocs són els temples, l'àgora, el mercat, que de vegades estava cobert amb porxades (la stoa). També va ser necessari construir edificis d'administració i lleure, com els teatres i estadis. El plànol tòpic és el que va aplicar a Milet Hipòdam, al qual Aristòtil atribueix haver-nos llegat la doctrina de la distribució lògica de la ciutat. Aquest plànol es basa en la disposició ortogonal dels carrers i illes. Tots els carrers havien de tenir la mateixa amplària, i la distribució d'oficis hauria de fer-se amb criteris lògics. Els grecs van construir colònies en diferents parts del Mediterrani, i per a la construcció de nova planta d'una ciutat aquest tipus de plànol era molt útil. Ciutats com Milet, Atenes, Esparta, Antioquia, etc., tenen aquest perfil, modificat només per la topografia. Sempre que es pot, el plànol s'orienta de nord-sud, amb la qual cosa totes les cases tenien una façana amb vista al sud.

### La casa grega
La casa grega s'organitza a l'entorn d'un pati central. Solien ser de tova, i no especialment de bona qualitat: a Grècia es donava més importància a la vida pública que a la privada. Les cases ordinàries es componien d'un pis baix amb dues peces molt petites, i d'un pis alt, al qual es pujava ordinàriament per una escala exterior. La part inferior estava oberta en la roca i les parets eren de fusta, de maons o d'argamassa. A l'interior dels habitatges, les parets es blanquejaven amb calç; no hi havia xemeneies.
Les cases riques s'assemblaven als palaus homèrics, i comprenien tres parts:
- Una entrada que guardava un porter.
- El departament d'homes, les sales dels quals i cambres donaven a un pati envoltat d'un pòrtic.
- I finalment, el departament de dones, que donava a un jardí.

Durant el període hel·lenístic aquest tipus de ciutat s'estén per tot el món, ja que es creen moltes urbs noves, algunes amb el nom d'Alexandria en l'antiga Pèrsia. No obstant això, en part, els llocs tradicionals, com l'àgora, havien perdut la seua funció.